# Chamaeza nobilis
Chamaeza nobilis là một loài chim trong họ Formicariidae.